# Arco formero

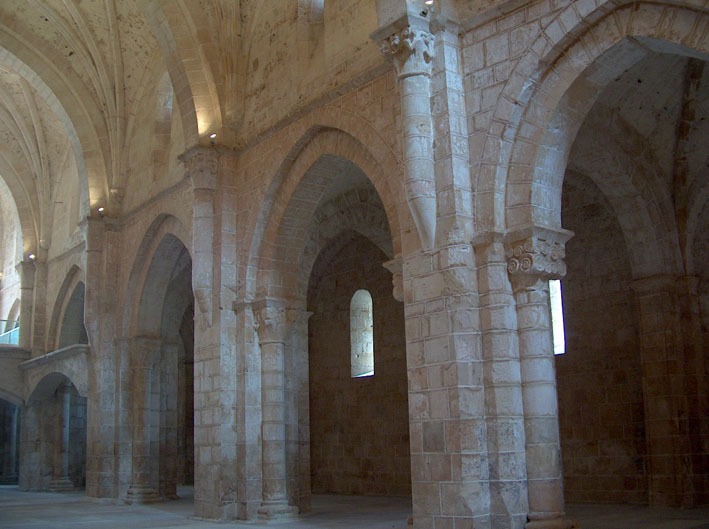
Arcos formeros de la iglesia del Monasterio de Sacramenia, Segovia

El arco formero es un elemento arquitectónico curvo (arco), que discurre paralelo al eje longitudinal de la nave; su función es sostener los muros superiores de separación entre las naves de una estructura. Si el edificio es de una sola nave, los arcos formeros irán empotrados en el muro, es decir, serán arcos ciegos. Los arcos formeros van de pilar a pilar coincidiendo con los tramos de la bóveda.